# 天真的人類學家
《天真的人類學家》（The Innocent Anthropologist: Notes from a Mud Hut）是一本人類學通俗讀物，由英國人類學家奈吉尔·巴利所著，描寫1977年他在非洲喀麥隆南部多瓦悠蘭部落的頭一次田野調查經歷。該書以風趣的筆調戳破了田野研究的浪漫想像，真實指出人類學實際參與觀察法的困難，因而對近現代人類學研究投下巨大的震撼。

## 作者
奈吉尔·巴利，1947年生於英國，大學時在劍橋大學主修現代文學，並到牛津大學取得社會人類學博士學位。1977年至1979年在喀麥隆多瓦悠蘭部落進行前後兩次田野調查，並於1983年後將兩次調查經歷陸續寫成人類學通俗著作，因而成為現代廣為大眾所熟知的人類學家之一。之後擔任大英博物館民族誌組人類博物館館長直到2003年，期間除發表多篇論文和著作外，並參與電視自然科學影集的編寫主持。

## 內容
全書共分成十三章，以順序的筆法描寫作者從英國的準備，抵達當地的艱辛過程以及田野的種種紀錄，其中參入民族誌寫作的口吻和當地部落文化，並不時以幽默的口吻嘲解自己遇到的不順與災難。最後以第一次離開當地為結束，並留下二次到來的伏筆。